# 서울아주초등학교
서울아주초등학교(서울亞洲初等學校)는 대한민국 서울특별시 송파구에 있는 공립 초등학교이다.

## 학교 연혁
- 1986. 12. 17 서울아주초등학교 설립 인가
- 1987. 4. 24 개교식
- 2005. 1. 30 교실조도 개선 및 6개 교실 바닥 교체
- 2009. 8. 26 영어전용교실(1실), 영어체험교실(1실)설치
- 2022. 2. 복합시설 증축 공사
- 2024. 9. 2 이정우 교장 취임
- 2027. 4. 24 개교 40주년

## 참고 자료
- 서울아주초등학교 - 한국교육학술정보원 학교알리미